# 누크 IL
누크 IL(Timerssokatigigfik Nuuk Il)은 그린란드의 누크에 연고를 둔 그린란드의 스포츠 클럽이다.  남녀 축구와 핸드볼 경기를 진행한다.